# عود أبدي

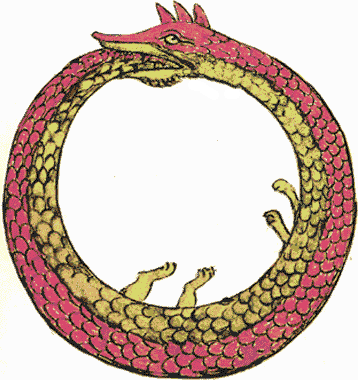

العَود الأبدي (يُعرف أيضًا باسم التكرار الأبدي) هو نظرية ترى أن الكون وكل الوجود والطاقة تتكرر، وسوف تواصل التكرار، في شكل مماثل لذاته وبعدد لا نهائي من المرات عبر زمان أو مكان لا نهائي.
عُثر على النظرية في الفلسفة الهندية وفي مصر القديمة بالإضافة إلى أدب الحكمة اليهودية (سفر الجامعة)، وتناولها الفيثاغوريون والرواقيون فيما بعد. ذهبت النظرية في طي النسيان في العالم الغربي إلى حد كبير، مع انتهاء العصور القديمة وانتشار المسيحية، باستثناء فيلسوف القرن التاسع عشر فريدريك نيتشه، الذي ربط الفكرة مع العديد من المفاهيم الأخرى الخاصة به، بما في ذلك التعبير اللاتيني amor fati الذي يعني حب القدر. يرتبط العود الأبدي بفلسفة الحتمية المسبقة التي ترى أن الناس مُقدر لهم مواصلة تكرار نفس الأحداث مرارًا وتكرارًا.

## فريدريك نيتشه
تُعد فكرة «العود الأبدي»، أي الفكرة القائلة بتكرار عدد محدود من الأحداث مرارًا وتكرارًا في زمن لا نهائي، فكرة مركزية في كتابات فريدريك نيتشه. فكما يشير هايدغر في محاضراته عن نيتشه، كانت أول مرة يذكر فيها نيتشه مفهوم العود الأبدي في القول المأثور 341 من كتابه
العلم المرح (المذكور أدناه)، إذ يُقدم هذا المفهوم باعتباره مسألة افتراضية بدلًا من تقديمها بوصفها حقيقة.
ظهرت فكرة التكرار الأبدي في عدد قليل من مؤلفاته، وخاصة في الفقرات 285 و341 من كتاب العلم المرح، وظهرت بعدها في كتاب هكذا تكلم زرادشت . وظهرت أكثر معالجة مكتملة للموضوع في عمل بعنوان ملاحظات حول التكرار الأبدي، وهو عمل كان قد نُشر في عام 2007 إلى جانب نسخة سورين كيركجور عن العود الأبدي، والتي تسمى التكرار. يلخص نيتشه فكرته بإيجاز شديد عند مخاطبة القارئ ويقول: «لقد عاد كل شيء. سيريوس (نجم الشِّعرَى اليَمَانِيَّة) والعنكبوت، وأفكارك في هذه اللحظة، وتلك الفكرة الأخيرة لك أن كل الأشياء سوف تعود». 

## ألبير كامو
يستكشف الكاتب والفيلسوف ألبير كامو مفهوم «العود الأبدي» في مقاله عن «أسطورة سيزيف»، إذ تاتي الطبيعة المتكررة للوجود لتمثل عبثية الحياة، وهو الأمر الذي يسعى البطل على مقاومته من خلال إظهار ما أسماه بول تيليش «شجاعة الكينونة». وعلى الرغم من اعتبار تدحرج الحجر من أعلى الجبل بشكل متكرر دون وجود نهاية، أمرًا لا معنى له في ذاته، فإن التحدي الذي يواجه سيزيف هو أن لا يصل لليأس. ومن ثمَ يستخلص كامو عبارته الشهيرة «يجب أن يتخيل المرء سيزيف سعيدًا».